# Estefany Oliveira (actriz)
Estefany Oliveira De Sousa (Caracas, 1 de diciembre de 1993) o también conocida artísticamente como Fefi Oliveira es una actriz y modelo venezolana, que ha intervenido en las series juveniles 11-11: En Mi Cuadra Nada Cuadra y Club 57 de Nickelodeon, y en los melodramas Corazón Valiente y Pasión Prohibida de Telemundo.

## Primeros años
Nació en Maracaibo, Venezuela, en diciembre de 1993, hija de José Oliveira y María De Sousa; tiene otra hermana menor llamada Vanessa. Después de obtener su diploma de Bachillerato Internacional, se mudó a Miami en 2012 para estudiar y perseguir su sueño como actriz. Se gradúo en la carrera de periodismo en la Universidad de Miami y sus primeros pasos los dio en Nickelodeon Latinoamérica.

## Filmografía

### Televisión
| Año       | Título                          | Rol                            |
| --------- | ------------------------------- | ------------------------------ |
| 2024      | Sed de venganza                 | Brenda Ferrero                 |
| 2019      | Club 57                         | Mercedes / Delaila             |
| 2018      | Mi familia perfecta             | Megan Summers                  |
| 2017-2018 | Sangre de mi tierra             | Ana 'Anita' Barrios de Montiel |
| 2017      | La fan                          | Nina                           |
| 2016      | Silvana sin lana                | Génesis Paz                    |
| 2013      | 11-11: en mi cuadra nada cuadra | Sharon Restrepo                |
| 2013      | Pasión prohibida                | Paula                          |
| 2012      | Corazón valiente                | Luciana                        |

#### Cine
| Año  | Título     | Rol   |
| ---- | ---------- | ----- |
| 2017 | A New Beat | Gabby |

## Premios y nominaciones
| Año  | Premiación                 | Categoría       | Trabajo | Resultado |
| ---- | -------------------------- | --------------- | ------- | --------- |
| 2020 | Kids' Choice Awards México | Actriz Favorita | Club 57 | Nominada  |